# Eucyclopera dimidionigra
Eucyclopera dimidionigra är en fjärilsart som beskrevs av Embrik Strand 1922. Eucyclopera dimidionigra ingår i släktet Eucyclopera och familjen björnspinnare. Inga underarter finns listade i Catalogue of Life.